# Jedward
Jedward est un duo de chanteurs jumeaux irlandais, John Paul Henry Daniel Richard Grimes et Edward Peter Anthony Kevin Patrick Grimes, nés le 16 octobre 1991 à Dublin. John est né une dizaine de minutes avant Edward. 

## Biographie
Dès leur enfance, John et Edward sont passionnés par les musiques de Britney Spears, de Justin Timberlake et des Backstreet Boys.
En 2009, les jumeaux s'inscrivent à la 6e saison de l'émission de télévision The X Factor au Royaume-Uni. Soutenus par le public, ils ne seront éliminés qu'en 7e semaine.
Le premier single de Jedward "Under Pressure (Ice Ice Baby)" est sorti le 1er février 2010. Ils ont d'abord interprété la chanson en duo avec Vanilla Ice au National Television Awards le 20 janvier 2010. Leur single se classera numéro deux dans les charts britanniques et numéro un dans le Singles Chart irlandais. Le 16 mars, Sony rompt son contrat avec Jedwards, mais ceux-ci signent avec Universal Records pour un contrat de trois albums. Le 16 juillet, ils sortent leur second single, une reprise de Blink-182 "All The Small Things". Dix jours plus tard, ils sortent leur tout premier album "Planet Jedward".  Planet Jedward atteindra la première place au Irish Albums Chart et la 17e au UK Albums Chart. Il a également été certifié disque de platine en Irlande du Nord.
En 2011, ils sont sélectionnés pour présenter l'Irlande au Concours Eurovision de la chanson 2011 avec la chanson Lipstick,, avec laquelle ils terminent en 8e position. Ils y remportent le Prix Marcel Bezençon de la Performance Artistique. Leur second album "Victory", déjà numéro 1 au Irish Albums Chart est sorti le 5 août en Irlande et sortira le 15 août Au Royaume-Uni.
Entre août et septembre 2011, ils ont participé à l'émission Celebrity Big Brother où ils ont fini troisièmes. Ils étaient en compétition face à l'actrice Tara Reid, l'acteur Lucien Laviscount ou encore la vedette de télévision Amy Childs. 
En 2012, ils sont à nouveau choisis pour représenter leur pays au Concours de l'eurovision de la chanson, avec leur chanson "Waterline" où ils terminent en 19e position.
En janvier 2017, ils participent à partir du 4e jour à la 19e saison de Celebrity Big Brother qui réunit des All Stars et des New Stars. Ils sont en compétition face à Heidi Montag et son mari Spencer Pratt, le comédien James Cosmo ou encore le chanteur Ray J.

## Filmographie
Participation  aux téléfilms : Sharknado 3 , 4 et 5